# Alison Doody
Alison Doody (nascuda l'11 de novembre de 1966) és una actriu i model irlandesa.

## Biografia
La més jove de tres germans, va néixer en una família de bona posició a Dublín, Irlanda. La seva mare, Joan, era esteticista, i el seu pare, Patrick, treballava al sector immobiliari i també era prestador. Doody assistí a l'Escola Secundària de Mount Anville. Va estudiar a la National College of Fine Arts (Escola Nacional de Belles Arts), però la va deixar després d'un any.

## Carrera
Introduïda per un fotògraf, va començar els seus passos com a model, tot fent després carrera en el modelatge professional, i evitant sempre de forma rigorosa el "glamour" i els nus - una clàusula que va estendre a la seva carrera com a actriu-. Alison va cridar l'atenció al director de càsting d'una nova pel·lícula de James Bond, i acceptà interpretar el paper de Jenny Flex el 1985 a Panorama per matar (A View To a Kill). Va ser catalogada com una de les 12 "nous actors prometedors del 1986" a la publicació Screen World de John Willis (vol. 38, 1986).
En la seva carrera d'actriu professional, va aparèixer en diversos drames de televisió a Londres i Dublín, abans de prendre el seu paper més memorable com a l'arqueòloga austríaca i nazi Elsa Schneider d'Indiana Jones i l'última croada, el 1989. El seu aspecte en pantalla és similar al de Grace Kelly, en consonància amb els desitjos del director Steven Spielberg i del productor George Lucas.
La pel·lícula va donar-li fama a Hollywood, on posteriorment ella s'hi traslladaria. Elegida per a substituir Cybill Shepard com a rostre de L'Oréal, la seva carrera cinematogràfica va derivar en unes poques pel·lícules de sèrie B, incloses Taffin (1988) amb Pierce Brosnan, i el 1989 la sèrie de Jim Henson El contacontes (The Storyteller), on interpretà el paper de Sapsorrow. Fou elegida com una de les 50 persones més belles del món per la revista People el 1992. Va rebutjar el paper de Sharon Stone a Instint bàsic  (1992), ja que a la pel·lícula hi havia "massa nuesa i contingut sexual". Doody volia interpretar el paper de Ginger a Casino (1995), però el paper fou per a Stone.
El director Peter Jackson li va oferir el paper d'Éowyn a El Senyor dels Anells: Les dues torres (2002) i El senyor dels anells: El retorn del rei (2003), però declinà a causa del seu imminent embaràs, ja que la producció requeria romandre al lloc de rodatge durant divuit mesos. El paper finalment fou a parar a Miranda Otto.
Doody tornà a actuar amb un petit paper en la comèdia britànica Els actors (The actors) amb Michael Caine, en la qual s'hi autointerpreta en una cerimònia de lliurament de premis; aparentment aquest treball va fer que l'actriu s'adonés de com trobava a faltar el cinema. Va treballar al costat de Patrick Swayze en una pel·lícula de televisió, adaptació de Les Mines del Rei Salomó (2004) i també va protagonitzar un curt anomenat La lluita d'en Benjamin (Benjamin's Struggle) (2005), - una denúncia de l'Holocaust-, i aparegué en la sèrie de televisió britànica despertant els Morts (Waking the Dead)(en un episodi de dues parts titulat "La Caiguda") el 2007. Doody està filmant actualment un paper en l'última pel·lícula de Danny Dyer.

## Vida personal
En una relació amb Gavin O'Reilly, Director Executiu de l'empresa de comunicació Independent News & Media d'Irlanda i fill del magnat dels mitjans de comunicació Tony O'Reilly, des de 1992, decidí posar en suspens la seva carrera. La parella es va casar el 25 de juny de 1994 a la residència familiar O'Reilly de Castlemartin, amb 560 convidats presents. La parella va fer la seva llar a la Casa Bartra, una casa amb vistes al mar a Dalkey, que té com a veïns la cantant Enya i el guitarrista d'U2 The Edge. El matrimoni va tenir dues filles: Alanna el 1996 i Lauren el 1999. Alison va separar-se d'O'Reilly l'any 2002 i més tard es van divorciar.

## Filmografia

### Cinema
- 1985: Panorama per matar (A View to a Kill) de John Glen: Jenny Flex
- 1987: Rèquiem pels que han de morir (A Prayer for Dying) de Mike Hodges: Siobhan Donovan
- 1988: Taffin de Francis Megahy: Charlotte
- 1989: Indiana Jones i l'última croada (Indiana Jones and the Last Crusade) de Steven Spielberg: Elsa Schneider
- 1994: Major League II de David S. Ward: Rebecca Flannery
- 1994: Temptation de Strathford Hamilton: Lee Reddick
- 2005: Benjamin's Struggle (curt) de Jamie Breese: Katrina Stockhausen
- 2011: Bill & Chuck (curt) de Lee Cronin: La mare
- 2014: We Still Kill the Old Way de Sacha Bennett: Susan Taylor
- 2016: Broer de Geoffrey Enthoven: Grace
- 2016: Division 19 de S.A. Halewood: Neilsen
- 2016: The Rapture de William Steel: Alison Hayes

### Televisió

#### telefilms
- 1985: Deceptions de Robert Chenault i Melville Shavelson: Una criada
- 1987: Queenie, la força d'un destí de Larry Peerce:
- 1987: The Secret Garden d'Alan Grint: Lilias
- 1987: Harry's Kingdom de Robert William Young: Debbie
- 1989: Women in Tropical Places de Penny Woolcock: Celia
- 1991: Duel of Hearts de John Hough: Lady Caroline Faye
- 1992: Ring of the Musketeers de John Paragon: Ann-Casa Athos
- 2004: King Solomon's Mines de Steve Boyum: Elisabeth Maitland

#### Sèries de televisió
- 1986-1987: Howards' Way
- 1988: Echoes: Caroline Nolan (3 episodis)
- 1988: Campaign: Alessandra Castorina (6 episodis)
- 1988 : The Storyteller: Sapsorrow (1 episodi)
- 1989: The Jim Henson Hour: Sapsorrow (1 episodi)
- 1991: Selling Hitler: Gina Heidemann (5 episodis)
- 2007: Waking the Dead: Katherine Keane (2 episodis)
- 2009: The Clinic: Lucille / Mary Hougthon (4 episodis)
- 2011-2012: Beaver Falls:Pam (12 episodis)